# Ольшанська волость (Прилуцький повіт)
Ольшанська волость — адміністративно-територіальна одиниця Прилуцького повіту Полтавської губернії з центром у селі Ольшана.
Станом на 1885 рік — складалася з 15 поселень, 33 сільських громад. Населення 11031 особа (5329 чоловічої статі та 5702 — жіночої), 1887 дворове господарство.
|                     | Площа, десятин | У тому числі орної, десятин |
| ------------------- | -------------- | --------------------------- |
| Сільських громад    | 10163          | 7375                        |
| Приватної власності | 8282           | 5082                        |
| Казенної власності  | 23             | —                           |
| Іншої власності     | 235            | 193                         |
| Загалом             | 18703          | 12650                       |

Основні поселення волості:
- Ольшана — колишнє державне та власницьке село при річці Вільшанці за 15 верст від повітового міста, 2603 особи, 463 двори, православна церква, школа, 2 постоялих будинки, 2 лавки, 3 кузні, 47 вітряних млинів, 4 маслобійних заводи.
- Високе — колишнє державне та власницьке село при річці Удай, 513 осіб, 81 двір, православна церква,  маслобійня, вітряний млин.
- Гмирянка — колишнє державне та власницьке село при річці Гмирянці, 3200 осіб, 580 дворів, 2 православні церкви, 2 постоялих будинки, 4 лавки, базари по четвергах, 3 ярмарки, 4 кузні, 63 вітряних млини, 5 маслобійних заводів.
- Городня — колишнє державне та власницьке село при річці Смоші, 1510 осіб, 300 дворів, православна церква, 2 постоялих будинки, кузня, 41 вітряний млин, 4 маслобійних заводи.
- Сезьки — колишнє власницьке село, 378 осіб, 84 двори, православна церква, постоялий будинок, кузня, 6 вітряних млинів, маслобійний завод.
- Хаєнки — колишнє державне та власницьке село, 740 осіб, 146 дворів, православна церква, постоялий будинок, кузня, 8 вітряних млинів, маслобійний завод.